# Merismomorpha
Merismomorpha is een geslacht van vliesvleugeligen uit de familie Pteromalidae. De wetenschappelijke naam van dit geslacht is voor het eerst geldig gepubliceerd in 1913 door Girault.

## Soorten
Het geslacht Merismomorpha omvat de volgende soorten:
- Merismomorpha acutiventris Girault, 1913
- Merismomorpha asilus (Girault, 1915)
- Merismomorpha elongata Sureshan, 2000
- Merismomorpha faunus Girault, 1933
- Merismomorpha flavipetiole (Girault, 1933)
- Merismomorpha fulvicoxa Girault, 1913
- Merismomorpha gatra Narendran, 2006
- Merismomorpha minuta Sureshan, 2000
- Merismomorpha nigra Girault, 1913
- Merismomorpha petiolata (Girault & Dodd, 1915)
- Merismomorpha sicarius (Girault, 1915)
- Merismomorpha truncata Sureshan, 2000
- Merismomorpha yousufi Ahmad & Agarwal, 1994